# Холява (річка)
Холява — річка в Україні, у межах Теплицького району Вінницької області. Права притока Чортали (басейн Південного Бугу). Тече через селище Дубина та село Цвіліхівка. Впадає у Чорталу за 2 км від гирла. Довжина — 6,2 км, площа басейну - 20 км².